# 笋子林
笋子林，原寫為笋仔林，是台灣南投縣竹山鎮的一個傳統地域名稱，位於該鎮東部偏北。相較於今日行政區，其範圍大致與延山里相近。

## 歷史
台灣清治末期至日治初期，笋子林地區為一街庄，稱為「笋仔林庄」，隸屬於沙連堡。該庄北與江西林庄、初鄉庄為鄰，東與羗仔藔庄、小半天庄為鄰，南邊為大鞍庄，西邊為大坑庄、豬頭棕庄，西北邊為埔心仔庄。
1901年（日治明治三十四年）11月，全台廢縣廳改設二十廳，該庄隸屬於斗六廳。1903年（明治三十六年）6月，該庄編入「林圮埔區」，隸屬於南投廳。1909年（明治四十二年）10月，合併二十廳為十二廳，林圮埔區改隸屬於南投廳。1920年（大正九年），全台地方制度大改正，廢十二廳改設五州二廳，該庄改制並雅化為「笋子林」大字，隸屬於臺中州竹山郡竹山庄。1931年，竹山庄升格為竹山街。
戰後竹山街改制為竹山鎮，隸屬於臺中縣，大字亦改制為里。1950年10月，中、彰、投分治，竹山鎮改隸屬南投縣。

## 聚落
本地區發展較早的聚落有笋仔林、半天藔、鹿仔坑（北）、扞仔腳、功坪仔、份埔、鹿仔坑（南）等，在日治期初期的官方地圖上已有記載。此外，本地區尚有大舜寮、大田面、紅花畑、柴牛稠、芳仔腳、水蛙堀、橄仔腳、茅埔、木瓜崙等聚落。

## 交通
國道3號又稱「福爾摩沙高速公路」，是貫穿台灣西部的兩條縱向高速公路之一，大致以北北西—南南東走向繞大彎轉東南東—西北西走向經過笋子林地區西北部邊界外不遠處。北上最近的交流道是竹山交流道，有連絡道與省道台3線相接；南下最近的是鄉道投47線交會處的南雲交流道。由此等可快速前往台灣南北各地。
省道台3線（集山路二段～三段）俗稱「內山公路」，是臺北至屏東的幹道，大致以北北東—南南西走向轉東北—西南走向再轉東北東—西南西走向經過由本地區西北部邊界外不遠處。由該道路向北北東經國道3號竹山交流道連絡道路口後轉西北微北再轉北可前往名間、南投、草屯、霧峰等地；向西南西可前往竹山市區、林內、斗六、古坑等地。
鄉道投55線（延山路）是延平至崩崁頭的道路，大致以西北—東南走向由本地區北部邊界西側入境後蜿蜒而行，其後繞經本地區北部、東北部、東部，經雙溪底轉東出境。由該道路向西北可前往江西林並止於延平聚落的縣道151號路口；向東轉東南可前往小半天、內樹皮並止於縣道151號另一路口。